# 全国地方銀行協会
一般社団法人全国地方銀行協会（ぜんこくちほうぎんこうきょうかい、英: Regional Banks Association of Japan）は、地方銀行の健全な発展を通じて金融経済の伸長に寄与し、もって公共の利益を増進することを目的とする一般社団・財団法人法上の一般社団法人である。略称「地銀協」（ちぎんきょう）。

## 概要
主に会員行の意見をとりまとめ提言を行ったり、新たな金融商品や経済の動向についての調査・研究などを行う。
ACS（全国カードサービス）という加盟各行のキャッシュサービスを接続するネットワークの管理・運営も行っている。このACSはMICS（全国キャッシュサービス）に接続され、日本のほとんどの金融機関のキャッシュサービスが地方銀行のATMで利用できる。
ちなみに、「第一地方銀行」や「第一地銀」というのは「第二地銀」と対比するために作られた俗称であり、正式なものではない。

## 会員
会員は、「銀行法により免許を受けた銀行であって、主たる営業基盤が地方的なもの」（定款第4条）であり、金融庁はこれを『免許・登録業者一覧』に於いて、「地域銀行/地方銀行」に区分している。
2025年1月現在の会員行は61だが、ピーク時の会員行数は64（複数期間有り）。総数は1984年10月1日に西日本相互銀行が普通銀行に転換、高千穂相互銀行を合併し発足した西日本銀行（現：西日本シティ銀行）が同年12月に加入して以降長く増減は無かったが、2010年5月1日に池田銀行が泉州銀行を吸収合併し池田泉州銀行（池田が存続行）が発足したことから、25年半ぶりに加盟行数に変動が生じた。さらに2011年10月1日には山口銀行の北九州地区の店舗を分離して発足した北九州銀行が新たに加盟している。このほか2018年5月1日には東京都民銀行を吸収合併したきらぼし銀行（合併と同時に八千代銀行から改称）が、第二地方銀行協会を退会の上で都民銀に代わって地銀協に加盟した。2020年に親和銀行が十八銀行を吸収合併し十八親和銀行が、2021年に第四銀行が北越銀行を吸収合併し第四北越銀行がそれぞれ発足した他、2021年に第二地方銀行協会加盟の第三銀行が三重銀行を吸収合併し三十三銀行に改称したのと併せて、第二地方銀行協会を退会の上で三重銀行に代わって地銀協に加盟した。また2025年1月1日、プロクレアホールディングスを新設して経営統合した青森県に本店を置く2行が合併した。
主たる営業基盤が地方的なものの内、1989年2月1日以降に金融機関の合併及び転換に関する法律（昭和43年法律第86号）に基づいて銀行法により免許を受けたとみなされたものなどは一般社団法人第二地方銀行協会の会員であり、金融庁はこれを「地域銀行/第2地方銀行」に区分している。また、埼玉県を主たる営業基盤とする埼玉りそな銀行は、全国地方銀行協会、第二地方銀行協会のどちらの会員行でもない。埼玉りそな銀行は全国銀行協会などで都市銀行扱いとされる。また、八千代銀行に吸収合併されたかつての新銀行東京は前身行が信託銀行であった為、信託協会の準社員だった。

## 歴代会長
東日本大震災以降、毎年交代で務めること（任期1年）が慣例になっている。
| 氏名       | 銀行     | 出身                           | 在任                  |
| ---------- | -------- | ------------------------------ | --------------------- |
| 中山均     | 静岡銀行 | 生え抜き                       | 1947年7月-1949年3月   |
| 伊藤豊     | 広島銀行 | 生え抜き                       | 1949年7月-1951年4月   |
| 亀山甚     | 常陽銀行 | 生え抜き                       | 1951年5月-1958年7月   |
| 平野繁太郎 | 静岡銀行 | 生え抜き                       | 1958年7月-1969年5月   |
| 伊原隆     | 横浜銀行 | 大蔵省理財局長                 | 1969年5月-1976年9月   |
| 諸田幸一   | 群馬銀行 | 生え抜き                       | 1976年10月-1977年10月 |
| 吉國二郎   | 横浜銀行 | 大蔵事務次官                   | 1977年11月-1986年9月  |
| 緒方太郎   | 千葉銀行 | 日本銀行理事                   | 1986年9月-1987年5月   |
| 大倉真隆   | 横浜銀行 | 大蔵事務次官                   | 1987年5月-1990年1月   |
| 橋口収     | 広島銀行 | 国土事務次官（大蔵省主計局長） | 1990年2月-1992年5月   |
| 田中敬     | 横浜銀行 | 大蔵事務次官                   | 1992年5月-1994年7月   |
| 玉置孝     | 千葉銀行 | 日本銀行理事                   | 1994年7月-1997年5月   |
| 平澤貞昭   | 横浜銀行 | 大蔵事務次官                   | 1997年5月-2004年6月   |
| 瀬谷俊雄   | 東邦銀行 | 第一銀行                       | 2004年6月-2007年6月   |
| 小川是     | 横浜銀行 | 大蔵事務次官                   | 2007年6月-2011年6月   |
| 中西勝則   | 静岡銀行 | 生え抜き                       | 2011年6月-2012年6月   |
| 佐久間英利 | 千葉銀行 | 生え抜き                       | 2012年6月-2013年6月   |
| 谷正明     | 福岡銀行 | 生え抜き                       | 2013年6月-2014年6月   |
| 寺門一義   | 常陽銀行 | 生え抜き                       | 2014年6月-2015年6月   |
| 寺澤辰麿   | 横浜銀行 | 国税庁長官                     | 2015年6月-2016年6月   |
| 中西勝則   | 静岡銀行 | 生え抜き                       | 2016年6月-2017年6月   |
| 佐久間英利 | 千葉銀行 | 生え抜き                       | 2017年6月-2018年6月   |
| 柴戸隆成   | 福岡銀行 | 生え抜き                       | 2018年6月-2019年6月   |
| 笹島律夫   | 常陽銀行 | 生え抜き                       | 2019年6月-2020年6月   |
| 大矢恭好   | 横浜銀行 | 生え抜き                       | 2020年6月-2021年6月   |
| 柴田久     | 静岡銀行 | 生え抜き                       | 2021年6月-2022年6月   |
| 米本努     | 千葉銀行 | 生え抜き                       | 2022年6月-2023年6月   |
| 五島久     | 福岡銀行 | 生え抜き                       | 2023年6月-2024年6月   |
| 秋野哲也   | 常陽銀行 | 生え抜き                       | 2024年6月-2025年6月   |
| 片岡達也   | 横浜銀行 | 生え抜き                       | 2025年6月就任予定     |

【参考】出身銀行別人数一覧
- 8人：横浜銀行
- 5人：千葉銀行、静岡銀行
- 4人：常陽銀行
- 3人：福岡銀行
- 2人：広島銀行
- 1人：東邦銀行、群馬銀行

## 会員行
配列は統一金融機関コード順。2025年1月の時点で、愛知県に本店を設けている地銀協加盟の地方銀行は存在しない。

### 2025年1月時点の会員行
親会社の記載は、金融持株会社の完全子会社となっている場合に限る。なお下記の金融持株会社は、全て株式移転により新設されたものであり、会員行は持株会社設立後又は既設持株会社傘下入り後もその地位を維持している。
| 地域   | 会員行名                                  | 親会社（金融持株会社）                              | 本店所在地             | 登録先財務局 |        | 地域                                                          | 会員行名                             | 親会社（金融持株会社） | 本店所在地                  | 登録先財務局 |
| ------ | ----------------------------------------- | --------------------------------------------------- | ---------------------- | ------------ | ------ | ------------------------------------------------------------- | ------------------------------------ | ---------------------- | --------------------------- | ------------ |
| 北海道 | 北海道銀行                                | ほくほくフィナンシャルグループ                      | 札幌市中央区           | 北海道財務局 | 近畿   | 滋賀銀行                                                      |                                      | 滋賀県大津市           | 近畿財務局                  |              |
| 東北   | 青森みちのく銀行                          | プロクレアホールディングス （両行は2025年合併予定） | 青森県青森市           | 東北財務局   | 近畿   | 京都銀行                                                      |                                      | 京都府京都市下京区     | 近畿財務局                  |              |
| 東北   | みちのく銀行 （旧青和銀行）               | プロクレアホールディングス （両行は2025年合併予定） | 青森県青森市           | 東北財務局   | 近畿   | 関西みらい銀行 （旧大阪不動銀行→ 旧大阪銀行→ 旧近畿大阪銀行） | りそなホールディングス               | 大阪府大阪市中央区     | 近畿財務局                  |              |
| 東北   | 秋田銀行                                  |                                                     | 秋田県秋田市           | 東北財務局   | 近畿   | 池田泉州銀行 （旧池田銀行）                                   | 池田泉州ホールディングス             | 大阪府大阪市北区       | 近畿財務局                  |              |
| 東北   | 北都銀行 （旧羽後銀行）                   | フィデアホールディングス                            | 秋田県秋田市           | 東北財務局   | 近畿   | 南都銀行                                                      |                                      | 奈良県奈良市           | 近畿財務局                  |              |
| 東北   | 荘内銀行                                  | フィデアホールディングス                            | 山形県鶴岡市           | 東北財務局   | 近畿   | 紀陽銀行                                                      |                                      | 和歌山県和歌山市       | 近畿財務局                  |              |
| 東北   | 山形銀行                                  |                                                     | 山形県山形市           | 東北財務局   | 近畿   | 但馬銀行                                                      |                                      | 兵庫県豊岡市           | 近畿財務局                  |              |
| 東北   | 岩手銀行                                  |                                                     | 岩手県盛岡市           | 東北財務局   | 中国   | 鳥取銀行                                                      |                                      | 鳥取県鳥取市           | 中国財務局                  |              |
| 東北   | 東北銀行                                  |                                                     | 岩手県盛岡市           | 東北財務局   | 中国   | 山陰合同銀行 （旧山隂合同銀行）                               |                                      | 島根県松江市           | 中国財務局                  |              |
| 東北   | 七十七銀行                                |                                                     | 宮城県仙台市青葉区     | 東北財務局   | 中国   | 中国銀行 （旧中國銀行）                                       | ちゅうぎんフィナンシャルグループ     | 岡山県岡山市北区       | 中国財務局                  |              |
| 東北   | 東邦銀行                                  |                                                     | 福島県福島市           | 東北財務局   | 中国   | 広島銀行 （旧廣島銀行）                                       | ひろぎんホールディングス             | 広島県広島市中区       | 中国財務局                  |              |
| 関東   | 群馬銀行                                  |                                                     | 群馬県前橋市           | 関東財務局   | 中国   | 山口銀行                                                      | 山口フィナンシャルグループ           | 山口県下関市           | 中国財務局                  |              |
| 関東   | 足利銀行                                  | めぶきフィナンシャルグループ                        | 栃木県宇都宮市         | 関東財務局   | 四国   | 阿波銀行                                                      |                                      | 徳島県徳島市           | 四国財務局                  |              |
| 関東   | 常陽銀行                                  | めぶきフィナンシャルグループ                        | 茨城県水戸市           | 関東財務局   | 四国   | 百十四銀行                                                    |                                      | 香川県高松市           | 四国財務局                  |              |
| 関東   | 筑波銀行 （旧関東銀行→ 旧関東つくば銀行） |                                                     | 茨城県土浦市           | 関東財務局   | 四国   | 伊予銀行 （旧伊豫銀行）                                       | いよぎんホールディングス             | 愛媛県松山市           | 四国財務局                  |              |
| 関東   | 武蔵野銀行                                |                                                     | 埼玉県さいたま市大宮区 | 関東財務局   | 四国   | 四国銀行                                                      |                                      | 高知県高知市           | 四国財務局                  |              |
| 関東   | 千葉銀行                                  |                                                     | 千葉県千葉市中央区     | 関東財務局   | 九州   | 福岡銀行                                                      | ふくおかフィナンシャルグループ       | 福岡県福岡市中央区     | 福岡財務支局                |              |
| 関東   | 千葉興業銀行                              |                                                     | 千葉県千葉市美浜区     | 関東財務局   | 九州   | 筑邦銀行                                                      |                                      | 福岡県久留米市         | 福岡財務支局                |              |
| 関東   | きらぼし銀行 （旧・八千代銀行）           | 東京きらぼしフィナンシャルグループ                  | 東京都港区             | 関東財務局   | 九州   | 佐賀銀行                                                      |                                      | 佐賀県佐賀市           | 福岡財務支局                |              |
| 関東   | 横浜銀行                                  | コンコルディア・フィナンシャルグループ              | 神奈川県横浜市西区     | 関東財務局   | 九州   | 十八親和銀行 （旧・親和銀行）                                 | ふくおかフィナンシャルグループ       | 長崎県長崎市           | 福岡財務支局                |              |
| 甲信越 | 第四北越銀行 （旧・第四銀行）             | 第四北越フィナンシャルグループ                      | 新潟県新潟市中央区     | 関東財務局   | 九州   | 肥後銀行                                                      | 九州フィナンシャルグループ           | 熊本県熊本市           | 九州財務局                  |              |
| 甲信越 | 山梨中央銀行                              |                                                     | 山梨県甲府市           | 関東財務局   | 九州   | 大分銀行                                                      |                                      | 大分県大分市           | 九州財務局                  |              |
| 甲信越 | 八十二銀行                                |                                                     | 長野県長野市           | 関東財務局   | 九州   | 宮崎銀行                                                      |                                      | 宮崎県宮崎市           | 九州財務局                  |              |
| 北陸   | 北陸銀行                                  | ほくほくフィナンシャルグループ                      | 富山県富山市           | 北陸財務局   | 九州   | 鹿児島銀行                                                    | 九州フィナンシャルグループ           | 鹿児島県鹿児島市       | 九州財務局                  |              |
| 北陸   | 富山銀行                                  |                                                     | 富山県高岡市           | 北陸財務局   | 九州   | 西日本シティ銀行 （旧西日本銀行）                             | 西日本フィナンシャルホールディングス | 福岡県福岡市博多区     | 福岡財務支局                |              |
| 北陸   | 北國銀行                                  | 北國フィナンシャルホールディングス                  | 石川県金沢市           | 北陸財務局   | 九州   | 北九州銀行 （山口銀行より 九州地区の店舗を継承）              | 山口フィナンシャルグループ           | 福岡県北九州市小倉北区 | 福岡財務支局                |              |
| 北陸   | 福井銀行                                  |                                                     | 福井県福井市           | 北陸財務局   | 沖縄県 | 琉球銀行                                                      |                                      | 沖縄県那覇市           | 内閣府 沖縄総合事務局財務部 |              |
| 東海   | 大垣共立銀行                              |                                                     | 岐阜県大垣市           | 東海財務局   | 沖縄県 | 沖縄銀行                                                      | おきなわフィナンシャルグループ       | 沖縄県那覇市           | 内閣府 沖縄総合事務局財務部 |              |
| 東海   | 十六銀行                                  | 十六フィナンシャルグループ                          | 岐阜県岐阜市           | 東海財務局   |        |                                                               |                                      |                        |                             |              |
| 東海   | 静岡銀行                                  | しずおかフィナンシャルグループ                      | 静岡県静岡市葵区       | 東海財務局   |        |                                                               |                                      |                        |                             |              |
| 東海   | スルガ銀行 （旧駿河銀行）                 |                                                     | 静岡県沼津市           | 東海財務局   |        |                                                               |                                      |                        |                             |              |
| 東海   | 清水銀行                                  |                                                     | 静岡県静岡市清水区     | 東海財務局   |        |                                                               |                                      |                        |                             |              |
| 東海   | 三十三銀行 （旧・第三銀行）               | 三十三フィナンシャルグループ                        | 三重県四日市市         | 東海財務局   |        |                                                               |                                      |                        |                             |              |
| 東海   | 百五銀行                                  |                                                     | 三重県津市             | 東海財務局   |        |                                                               |                                      |                        |                             |              |

### 元会員行
法人消滅、他のカテゴリ移行などにより会員でなくなった事例に限る。
| 行名         | 本店所在地                          | 所管財務局   | 会員資格消滅理由                                   | 備考（★：非会員行） |
| ------------ | ----------------------------------- | ------------ | -------------------------------------------------- | ------------------- |
| 埼玉銀行     | 埼玉県浦和市 （現さいたま市浦和区） | 関東財務局   | 都市銀行への移行                                   | 現 埼玉りそな銀行★  |
| 東都銀行     | 東京都港区                          | 関東財務局   | 旧三井銀行による“逆さ合併”                         | 現 三井住友銀行★    |
| 東京都民銀行 | 東京都港区                          | 関東財務局   | 旧八千代銀行・新銀行東京との経営統合に伴う吸収合併 | 現 きらぼし銀行     |
| 北越銀行     | 新潟県長岡市                        | 関東財務局   | 旧第四銀行との経営統合に伴う吸収合併               | 現 第四北越銀行     |
| 三重銀行     | 三重県四日市市                      | 東海財務局   | 旧第三銀行との経営統合に伴う吸収合併               | 現 三十三銀行       |
| 泉州銀行     | 大阪府岸和田市                      | 近畿財務局   | 旧池田銀行との経営統合に伴う吸収合併               | 現 池田泉州銀行     |
| 河内銀行     | 大阪府布施市（現東大阪市）          | 近畿財務局   | 旧住友銀行による救済合併                           | 現 三井住友銀行★    |
| 十八銀行     | 長崎県長崎市                        | 福岡財務支局 | 旧親和銀行との吸収合併                             | 現 十八親和銀行     |
| みちのく銀行 | 青森県青森市                        | 東北財務局   | 旧青森銀行に吸収合併                               | 現 青森みちのく銀行 |

### 会員行数の変遷
| 年月           | 会員行数 | 行数変化理由                               | 備考                         |
| -------------- | -------- | ------------------------------------------ | ---------------------------- |
| 1954年02月     | 64       | 富山産業銀行（現 富山銀行）開業            | 「戦後地銀」開業ラッシュ終了 |
| 1965年04月     | 63 (-1)  | 住友銀行（都銀）による河内銀行の吸収合併   |                              |
| 1968年         | 62 (-1)  | 三井銀行（都銀）による東都銀行の“逆さ合併” |                              |
| 1969年04月     | 61 (-1)  | 埼玉銀行の「都銀昇格」                     |                              |
| 1972年05月15日 | 63 (+2)  | 琉球銀行（商銀）・沖縄銀行加盟             | 沖縄県の本土復帰に伴う措置   |
| 1984年10月01日 | 64 (+1)  | 西日本相互銀行の地方銀行「昇格」           | 現 西日本シティ銀行          |
| 2010年05月01日 | 63 (-1)  | 池田銀行による泉州銀行の吸収合併           | 現 池田泉州銀行              |
| 2011年10月01日 | 64 (+1)  | 山口銀行からの分離による北九州銀行発足     |                              |
| 2020年10月01日 | 63 (-1)  | 親和銀行による十八銀行の吸収合併           | 現 十八親和銀行              |
| 2021年01月01日 | 62 (-1)  | 第四銀行による北越銀行の吸収合併           | 現 第四北越銀行              |
| 2025年01月01日 | 61 (-1)  | 青森銀行とみちのく銀行の合併               | 現 青森みちのく銀行          |